# 反
反（たん、段とも書く）は、尺貫法の面積の単位。土地の面積に使われる反と、布の大きさを表す反とがある。これとは別に6間の長さを表す反もある。

## 土地の面積の単位
土地の面積（地積）の単位の反（段）は、面積の基本単位である歩（坪）の倍量単位であり、現在は10畝（300歩）と定義されている。10反が1町となる。
メートル条約加入後の1891年に、度量衡法によりメートルを基準として1尺 ＝ 10 / 33 メートルと定められたので、そこから1反＝  991.736平方メートルとなる。この値は10アールに非常に近いので、面積（とりわけ地積）についての日本のメートル法化は、スムーズに行われた。
古代には米1石の収穫が上げられる田の面積を1反としていた。よって、土地の条件によって1反の面積は異なることになるが、同じ反数であれば同じくらいの収穫があることになる。米1石は大人1人の1年間の消費量に相当することから、米1石が穫れる面積を単位とするのは自然なことであった。その面積がおおむね360歩であったことから、1反は360歩に固定されるようになった。太閤検地によって1反は300歩に改められ、今日に至る。1反を300歩にしたのは、年貢の増収のためという説もあるが、米の生産効率が上がって300歩程度で1石の収穫が上げられるようになったためとする説もある。
圃場1反あたりの農産物の収穫量を反収（たんしゅう）という。メートル法の今日でも、10アールあたりの米の収穫量のことを『反収』と呼んでいる。

## 布の大きさの単位
布の大きさの単位の反（この場合は「端」とも書く）は、おおむね一着分の幅・丈の大きさである。「反物（たんもの）」という呼び方はここから来ている。
この反は、古代中国の長さの単位である端に由来するものである。端は2丈、すなわち20尺のこととされるが、周代以降は見られない。主に布帛の計量に用いられ、日本に入って「反」とも書かれるようになった。
その大きさは時代や布の材質により異なる。古代には、絹布では幅9寸5分～1尺、長さ2丈8尺～3丈を1反とし、綿布では幅9寸5分、長さ2丈8尺を1反とした（いずれも鯨尺による）。後に、単に一着分の幅・丈として、着物用は幅9寸5分、長さ3丈以上、羽織用の綿布は幅9寸5分、長さ2丈4尺以上、その他は幅9寸5分、長さ2丈以上を標準とした。